# 鄭夢周
鄭 夢周（チョン・モンジュ、てい むしゅう、至元3年12月22日〈1338年1月13日〉 - 洪武25年4月4日〈1392年4月26日〉）は、高麗末の儒学者。号は圃隠（ポウン）。本貫は延日。

## 人物
永州に生まれる。朱子学を学び、科挙に状元で及第した。高麗末の内憂外患の中、軍人の李成桂らとともに女真や倭寇（前期倭寇）の征伐に参加し、功績を立てる。1377年には日本に赴き、室町幕府の九州探題である今川貞世（了俊）と折衝にあたる。
1388年、李成桂が威化島回軍を起こし政権を掌握すると、しばらく彼と路線を一緒にしたが、時間が経つにつれて禅譲を受けて李氏朝鮮を開こうとする李成桂や鄭道伝と対立したため、李成桂の子の李芳遠の手により開京の善竹橋で暗殺された。今も橋の白い石の上の褐色のシミが血痕と言われでいる。また、竹が橋の下から生えて石橋を貫いたと言われている。建国を企図する鄭道傳と李芳遠に対して、鄭道傳が信頼する友人である鄭夢周はあくまでも高麗王朝の忠臣であろうとする。そんな鄭夢周を自分たちの側に引き込もうとする李芳遠が詠んだ詩が「何如歌」であり、鄭夢周がそれにこたえて詠んだ詩が「丹心歌」である。
「何如歌」李芳遠
如此亦何如　　  こうであってもよかろうし
如彼亦何如　　　ああであってもよかるべし
城隍堂後垣　　　万寿山の蔦かずら
頽落亦何如　　　絡み合えるもよかるべし
我輩若此爲　　　我らもかくは絡み合い
不死亦何如　　　末永く世を楽しまん
이런들 어떠하며/ 저런들 어떠하리
만수산 드렁칡이/ 얽어진들 어떠하리
우리도 이같이 얽어져/ 백년까지 누리리라
「丹心歌」鄭夢周
此身死了死了　　　この身は死してまた死して
一百番更死了　　　百たび重ねて死すとても
白骨爲塵土　　　　白骨あくたとなり果てて
魂魄有也無　　　　魂魄もまた消えぬとも
向主一片丹心　　　君に捧げし一片丹心
寧有改理與之　　　移ろわんことよもあらじ
이 몸이 죽고죽어
/ 일백번 고쳐죽어
백골이 진토되어/ 넋이라도 있고없고
님향한 일편단심이야/ 가실줄이 있으랴 
鄭夢周は教育にも力を注いで多くの弟子を育成したので、のちに「東方理学之祖」と称えられた。
朝鮮開国に反対した人物だが皮肉にも以後朝鮮朝廷によって忠臣の代名詞となり、今日も高麗最後の忠臣と評価されている。

## 文化に見られる鄭夢周
- 『鄭道伝 (テレビドラマ)』(韓国・KBS, 2014)
- 『六龍が飛ぶ』（韓国・SBS、2015年10月5日～2016年3月22日、俳優：キム・ウィソン）
- 『太宗イ・バンウォン』(韓国・KBS, 2021-2022、俳優：チェ・ジョンファン)
- など